# Deutsche Raumfahrtausstellung

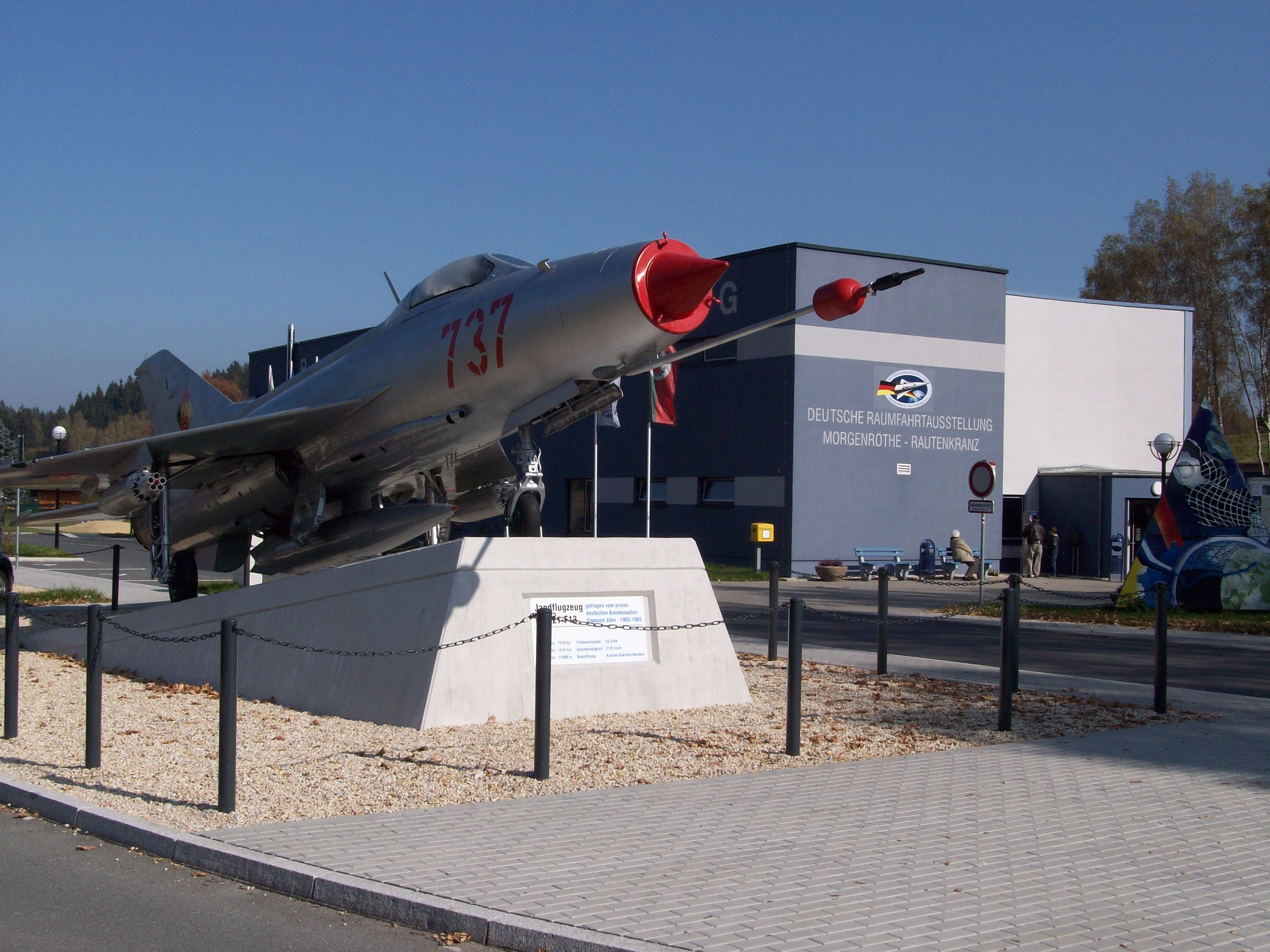
Deutsche Raumfahrtausstellung mit der MiG-21F-13 des ersten deutschen Kosmonauten Sigmund Jähn im Vordergrund

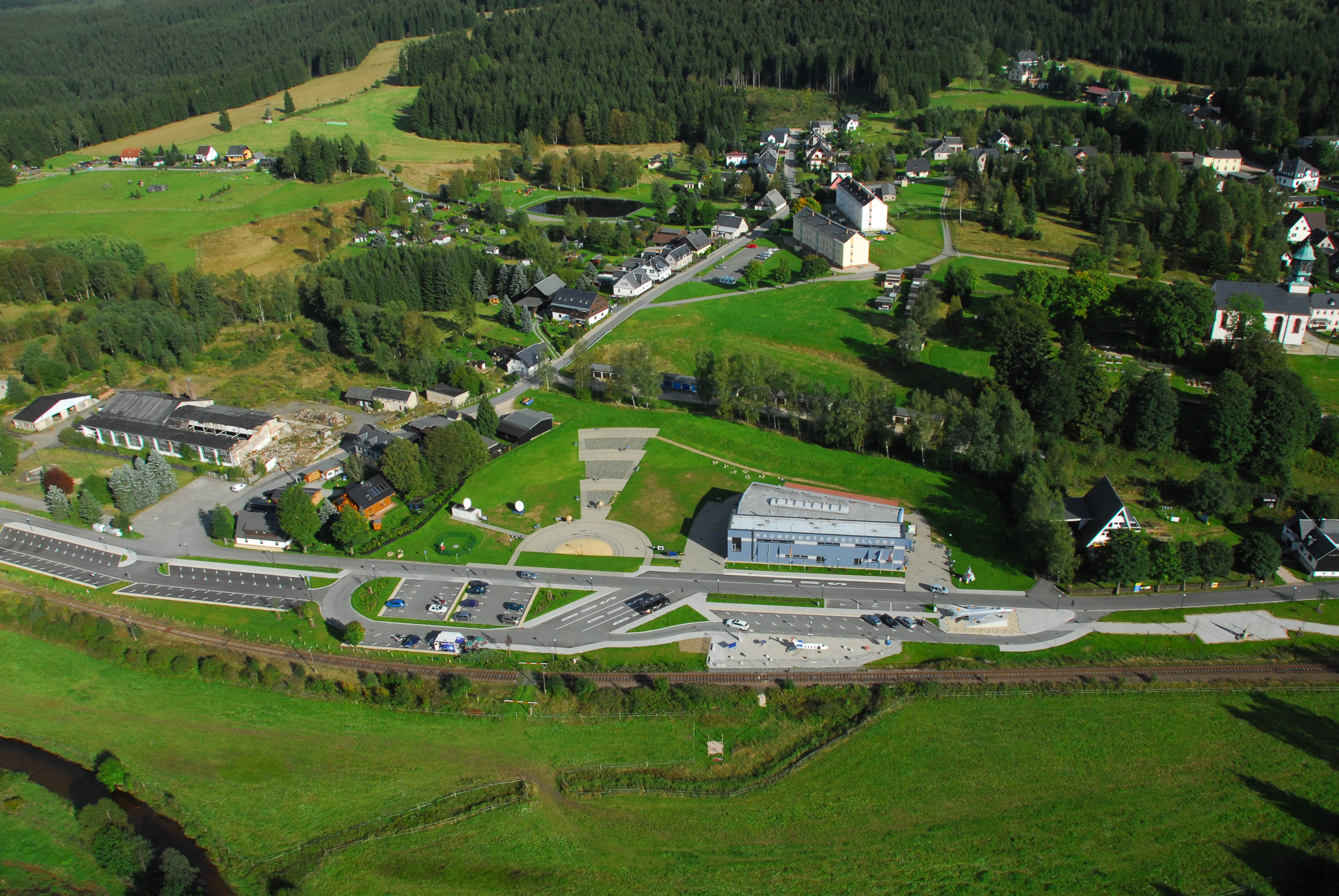
Deutsche Raumfahrtausstellung mit Planetenpark

Die  Deutsche Raumfahrtausstellung  ist eine der Raumfahrt und Weltraumforschung gewidmete kommunale Ausstellung in Morgenröthe-Rautenkranz.

## Geschichte
Der erste deutsche Raumfahrer, Sigmund Jähn, wurde in Morgenröthe-Rautenkranz, heute ein Ortsteil der Vogtland-Gemeinde Muldenhammer geboren. Zum Anlass seines Weltraumfluges 1978 im Rahmen des Interkosmos-Programms wurde 1979 in der Gemeinde eine Ständige Ausstellung des ersten gemeinsamen Kosmosfluges UdSSR–DDR eröffnet. Nach 1990 wurde diese Exposition in eine gesamtdeutsche Raumfahrtausstellung umgewandelt. 2006/2007 erhielt die Ausstellung ein neues Gebäude mit wesentlich mehr Ausstellungsfläche mit einem attraktiven Außengelände inklusive Planetenpark und Raumfahrtspielplatz. Das ehemalige Eisenbahngebäude, in welchem die Ausstellung bis dahin untergebracht war, existiert noch, heute befindet sich darin eine Pension und Bistro, welche das Thema Raumfahrt mit aufgreifen. Im Jahr 2020 wurde die Straße, in welcher sich die Ausstellung befindet, von Bahnhofstraße in "Dr.-Sigmund-Jähn-Straße" umbenannt. Im selben Jahr wurde eine erneute Erweiterung durch eine zweite Halle angekündigt, und für das Projekt ein Investitionsvolumen in Höhe von 3,2 Millionen Euro veranschlagt. Mit dem Baubeginn wurde ursprünglich 2022 gerechnet, im September 2023 fand dann der tatsächliche erste Spatenstich statt.
Jährlich besuchen bis zu 70.000 Gäste die Ausstellung, deren Betreiber ein als gemeinnützig anerkannter Verein ist. Mit Stand April 2025 informiert die Website über die temporäre Schließung der Anlage aufgrund der Bauarbeiten.

## Sammlung
Das in enger Zusammenarbeit mit Vertretern des Deutschen Zentrums für Luft- und Raumfahrt und des Deutschen Museums München erarbeitete Ausstellungskonzept beinhaltet vier Schwerpunkte:
- Einblicke in die Geschichte der Raumfahrt und Weltraumforschung
- Darstellung des Nutzens der Raumfahrt für die Erde
- Information über Raumfahrtprojekte, an denen sich Deutschland beteiligt
- Würdigung der Leistungen deutscher Forscher, Ingenieure, Wissenschaftler, Kosmonauten und Astronauten

## Wichtige Exponate

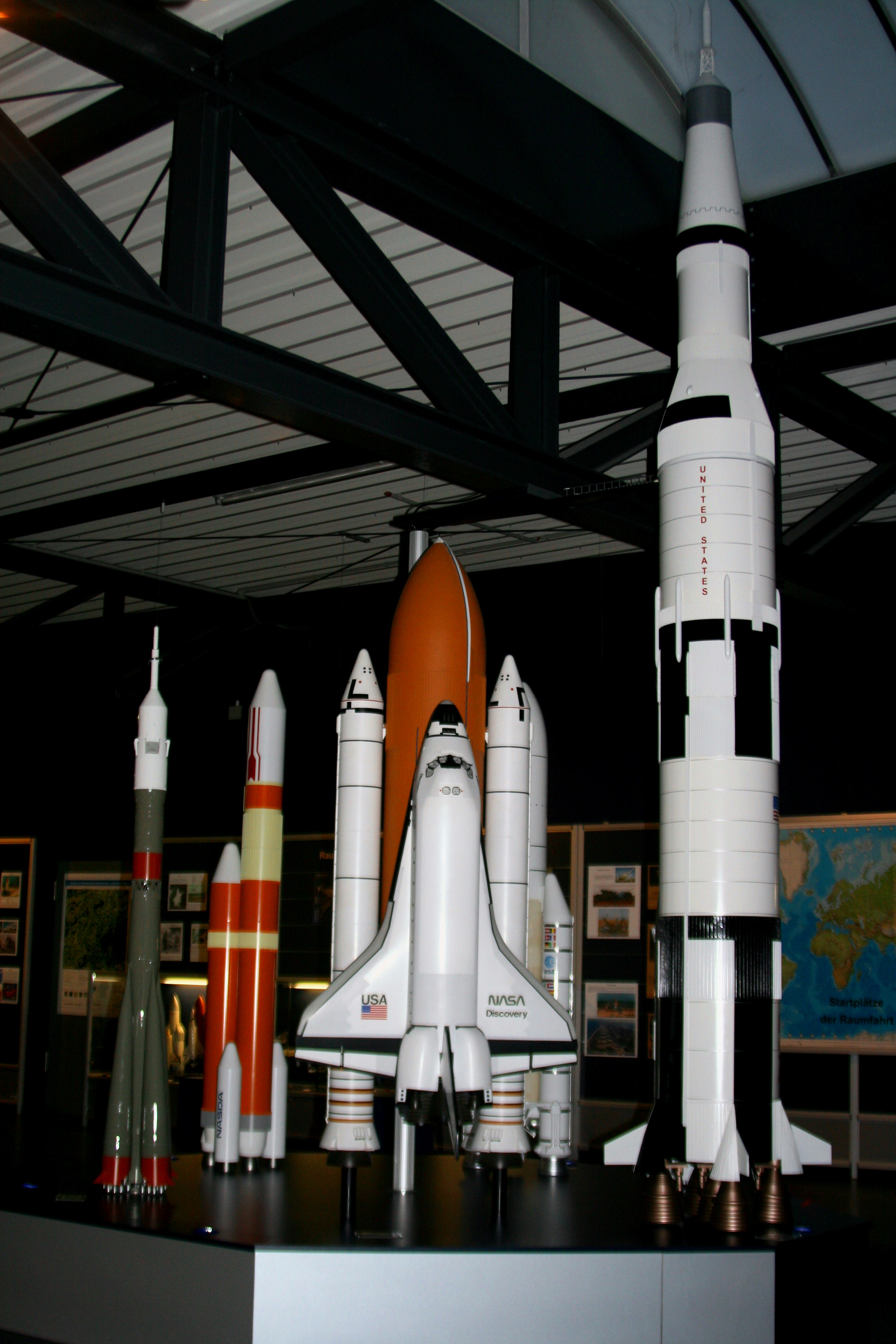
Raketenmodelle Maßstab 1:25

- Begehbarer Basisblock der sowjetischen MIR-Raumstation
- Original-Raumanzüge
- Original-Triebwerk einer V2-Rakete
- Modelle vieler Trägersysteme (Raketen/Shuttle) im Maßstab 1:25
- Ingenieurmodell AZUR – erster deutscher Satellit
- Originalexperimente von den Raumstationen Saljut, MIR und ISS
- Kopplungssimulator Sojus-Raumschiff  / ISS
- Flugzeug MiG-21F-13
- Zusätzlich zur Dauerausstellung gibt es jährlich 1–2 Sonderausstellungen.

## Betreiberverein
Der Verein Deutsche Raumfahrtausstellung Morgenröthe-Rautenkranz e. V. hat über 250 nationale und internationale Mitglieder. Fast alle deutschen Astronauten und Kosmonauten sind Vereinsmitglieder.
Der Verein gestaltet und betreibt die Exposition. Er veranstaltet verschiedene Symposien und Veranstaltungen. Höhepunkte sind die Raumfahrttage mit Astronauten und Kosmonauten, Technikern und Wissenschaftlern sowie Raumfahrtfans und technisch interessierten Laien.